# Mitwa
Mitwa (lit. Mituva) – rzeka na Litwie, prawostronny dopływ Niemna.
Źródło rzeki na zachód od wsi Didžiuliai, długość rzeki 101,7 km, powierzchnia dorzecza 773,4 km², średni przepływ przy ujściu 5 m³/s. Uchodzi do Niemna przy południowym skraju miasta Jurbork.

## Dopływy
- Prawe: Rokklonis, Trydupis, Akmena, Pakartupis, Bebulys, Alsa, Tidikas, Juodupis, Gurnupis, Skardupis, Intakaitis, Vidauja, Globys, Skardžius, Kamė, Pėdamė

- Lewe: Serbentupis, Akmenupis, Paupys, Pavuosvaidis, Gausantė, Snietala, Paukštupis, Antvardė, Vajota, Skardupis, Lygutis, Geišdaubė, Račintakis, Gilioji Grabė, Imsrė